# Fockeline Ouwerkerk
Fockeline Ouwerkerk (Westmaas, Holanda do Sul, 2 de junho de 1981) é uma atriz neerlandesa.
Estudou na Escola de Artes de Utrecht e obteve seu diploma em 2004. No ano seguinte, em 2005, ela imediatamente consegui um papel no filme neerlandês Staatsgevaarlijk (Estado Perigoso), de Marcel Visbeen.
Em 2015, ela desempenhou um papel na série de TV Golden Mountains. Participa das filmagens do longa-metragem Tuintje in mijn hart (Um Lugar no Seu Coração), em 2017. No teatro, ela começa a trabalhar na companhia teatral Het Toneel Speelt e participa de quatro produções. 
Já em 2018, Ouwerkerk poderia ser vista na série de televisão Novos vizinhos. Ouwerkerk vive em Amsterdã. Ela deu à luz um filho em setembro de 2018.